# Ucholovo
Ucholovo (in russo Ухолово?) è un insediamento di tipo urbano della Russia europea centrale, situato nell'oblast' di Rjazan'; è il centro amministrativo del distretto Ucholovskij.
Si trova 149 km a sud-est di Rjazan'.